# 郭书宏
郭书宏（1965年9月—），男，汉族，天津人，中华人民共和国政治人物。现任天津市人民检察院第三分院副检察长，民革天津市委会副主委。第十四届全国政协委员。